# Zsolt Beöthy
Zsolt Beöthy, född 4 september 1848 i Buda, död 18 april 1922 i Budapest, var en ungersk litteraturhistoriker och estetiker.
Beöthy blev 1883 professor vid Budapests universitet, och var en framstående estetisk-psykologisk analytiker. Beöthys främsta verk är A tragikum (1885). Han skrev dessutom en rad romaner och berättelser, samt en litteraturhistoria (1877–1879). Bland hans verk märks A szépprósai elbésséles a régi magyar irodalomben ("Skönlitterära berättelser i den äldre ungerska litteraturen", 1886–88), Magyar balludák ("Ungerska ballader", 1885), Johann Arany (1923) med flera verk.